# Bronko Nagurski
College Football Hall of Fame 1951
Pro Football Hall of Fame 1963
(en) Statistiques sur pro-football-reference
Bronislau « Bronko » Nagurski, né le 3 novembre 1908 à Rainy River (Ontario) et mort 7 janvier 1990 à International Falls (Minnesota), est un joueur canadien de football américain ayant évolué comme running back.
D'origine polonaise et ukrainienne, Nagurski est né le 3 novembre 1908 à Rainy River en Ontario. Sa famille déménagea à International Falls dans le Minnesota alors qu'il était enfant. Il étudia à l'Université du Minnesota et joua donc pour les Golden Gophers du Minnesota en tant que fullback en attaque et defensive tackle en défense. Minnesota remportera la Big Ten Conference en 1927.
Il devient professionnel en signant chez les Bears de Chicago. Son physique impressionnant fait rapidement de lui l'un des running back les plus durs à stopper de son époque. Il remportera l'équivalent du Super Bowl en 1932 et 1933.
Dans le même temps, il devient lutteur professionnel (catcheur) dans la National Wrestling Alliance, devenant trois fois champion du monde NWA poids lourd. À cause du manque de joueurs du fait de la Seconde Guerre mondiale, il reviendra en 1943 une saison dans la franchise de Chicago — remportant à nouveau le championnat — avant de retourner à la lutte.
Pour sa retraite, il s'occupa d'une station service à International Falls. Il vécut paisiblement jusqu'à sa mort le  7 janvier 1990.
Il fait partie de l'Équipe NFL de la décennie 1930 et de l'Équipe du 75e anniversaire de la NFL. En 1963, il fut intronisé au Pro Football Hall of Fame après avoir intégré le College Football Hall of Fame en 1951. Les Bears ont retiré son numéro 3. Un musée lui est consacré à International Falls.